# José Gomes Pimenta
José Gomes Pimenta foi um político brasileiro do estado de Minas Gerais. Foi eleito para deputado estadual em Minas Gerais nas eleições de 1962 para a 5ª legislatura na Assembleia, atuando de fevereiro de 1963 a abril de 1964, quando foi cassado.